# Mohammed Usman
Mohammed Usman Edu (2 de março de 1994) é um futebolista profissional nigeriano que atua como meia, atualmente defende o União da Madeira.

## Carreira
Mohammed Usman fez parte do elenco da Seleção Nigeriana de Futebol nas Olimpíadas de 2016.